# Левітасова Ната
Ната Левітасова (нар. 21 жовтня 1996, м. Київ, Україна) — українська художниця.

## Життєпис
Ната Левітасова народилася 21 жовтня 1996 року в місті Києві, в творчій родині.
Закінчила факультет живопису Державної художньої середньої школи імені Тараса Шевченка (м. Київ, 2014), катедру книжкової та станкової графіки Української академії друкарства (2018).

## Творчість
Персональні виставки:
- «Половина» (галерея «Imagine Point», Київ, 2022)[1],
- серія робіт «PAINted» про повномасштабне російське вторгнення в Україну (галерея «PM Gallery», Львів, 2022[2][3]; галерея «Na пошті», Тернопіль, 2022[4][5][6]).

Групові виставки:
- «War is not peace» (галерея «Espace29», Бордо, Франція, 2022),
- «Affordable Art Fair» від Lysenko gallery (Нью-Йорк, США, 2021),
- «Molodi» (ХОХМ, Хмельницький, Україна, 2021),
- «Druzi» (Музей Кавалерідзе, Київ, 2019).

Твори зберігаються в колекції Хмельницького обласного художнього музею, галереї «Артсвіт» (м. Дніпро), галереї «Lysenko gallery» (м. Лондон, Велика Британія) та у приватних колекціях США, Швейцарії, Литви, Чехії, Німеччини, Франції, Великої Британії, Канади, Фінляндії тощо.

## Нагороди
- I премія на конкурсі «Lidice» (Чехія, 2014)[7],
- II премія бієнале «Акварельний альбом 2020»[7].